# Järnavik
Järnavik este o arie protejată (arie specială de conservare — SAC, sit de importanță comunitară — SCI) din Suedia întinsă pe o suprafață de 151,5 ha, integral pe uscat.

## Localizare
Centrul sitului Järnavik este situat la coordonatele 56°10′47″N 15°04′15″E / 56.1797°N 15.0708°E.

## Înființare
Situl Järnavik a fost declarat sit de importanță comunitară în ianuarie 1997 pentru a proteja 1 specie de animale. Situl a fost protejat și ca arie specială de conservare în martie 2011.

## Biodiversitate
Situată în ecoregiunile continentală și marină baltică, aria protejată conține 16 habitate naturale: Mlaștini împădurite, Pășuni din zone de pădure fino-scandinave, Păduri de stejar sau de stejar și carpen sub-atlantice și medio-europene de Carpinion betuli, Păduri caducifoliate de mlaștină fino-scandinave, Mlaștini turboase de tranziție și turbării mișcătoare, Păduri caducifoliate bătrâne naturale hemiboreale fino-scandinave (Quercus, Tilia, Acer, Fraxinus sau Ulmus) bogate în specii epifite, Păduri acidofile de stejar bătrân cu Quercus robur pe câmpii nisipoase, Roci stâncoase cu vegetație pionieră de Sedo-Scleranthion sau Sedo albi-Veronicion dillenii, Fânețe de joasă altitudine (Alopecurus pratensis, Sanguisorba officinalis), Formațiuni de Juniperus communis pe lande sau pajiști calcaroase, Faleze cu vegetație de pe coastele atlantice și baltice, Pajiști fino-scandinave uscate până la mezice, bogate în specii de altitudine mică, Păduri de fag Asperulo-Fagetum, Pășuni de coastă din Baltica boreală, Golfuri mici largi și golfuri puțin adânci, Recifuri.
La baza desemnării sitului se află o specie protejată de  amfibieni: triton cu creastă (Triturus cristatus).